# Sander Verheijen
Sander Verheijen (Lisse, 28 maart 1974) is een Nederlandse auteur.

## Biografie
Sander Verheijen is hoofdredacteur, vormgever en auteur. Na jaren als communicatie-professional te hebben gewerkt bij grote en kleine organisaties, startte hij in 2002 thrillersite Crimezone, die snel uitgroeide tot een populaire lezerscommunity. In 2005 verkocht hij de site en werkte hij als thrillerredacteur en marketing manager bij verschillende uitgeverijen. In 2010 keerde hij als hoofdredacteur terug naar Crimezone. Sinds 2014 is hij hoofdredacteur en general manager van lezerssite Hebban.nl.
Verheijen schreef columns voor Aktueel, BOSK, Hebban.nl en Lotje & Co.
Met Kim Moelands maakte hij twee naslagwerken over het thrillergenre: Crimezone (verschenen bij Ambo|Anthos in 2005) en Crimezone 2006 (verschenen bij Uitgeverij Unieboek in 2006). Tussen 2012 en 2014 publiceerde hij zeven edities van Crimezone Magazine en in februari 2019 verscheen Thriller Magazine, een eenmalig uitgave voor liefhebbers van spannende boeken en series, dat hij samen met de Hebban-redactie maakte.
In november 2017 verscheen bij uitgeverij HarperCollins Holland zijn zeer goed ontvangen autobiografische debuut Ik kan er nét niet bij, waarover het Algemeen Dagblad schreef: ‘Een kunstwerk zo authentiek in zijn schijnbare eenvoud dat je je afvraagt waarom zoiets nu pas geschreven is.’
Onder pseudoniem Jens Vern publiceerde Uitgeverij Volt in februari 2020 zijn eerste thriller getiteld De macht van K, gevolgd door de thriller Nevenschade in 2021.
In 2023 richtte hij samen met Marieke Damen, Jeroen Windmeijer en Joyce Spijker het schrijverscollectief CrimeSquad op. In januari 2024 werd bekendgemaakt dat CrimeSquad een exclusieve samenwerking heeft getekend met luisterboekplatform Storytel voor een maandelijkse kort spannend verhaal. 

## Publicaties
- Ik kan er nét niet bij (non-fictie, 2017)
- De macht van K. (thriller, pseudoniem Jens Vern, 2020)
- Nevenschade (thriller, pseudoniem Jens Vern, 2021)

## Nominaties
- Shortlist Gouden Strop 2020 - De macht van K.

- Digitale Bibliotheek voor de Nederlandse Letteren: verh269
- Gemeinsame Normdatei: 1152030698
- International Standard Name Identifier: 0000 0003 9571 8981
- Nederlandse Thesaurus van Auteursnamen: 277312884
- Virtual International Authority File: 237959509
- WorldCat: E39PBJpTXTTkt3Km4FpT6FtxjC